# Stazione meteorologica di San Valentino alla Muta
La stazione meteorologica di San Valentino alla Muta (in tedesco Wetterstation St. Valentin auf der Haide) è la stazione meteorologica di riferimento per il Servizio Meteorologico dell'Aeronautica Militare e per l'Organizzazione Mondiale della Meteorologia, relativa all'omonima località del Passo Resia. Fa parte delle reti RSBN (Regional Basic Synoptic Network) e RBCN  (Regional Basic Climatological Network dell'Organizzazione meteorologica mondiale, nonché della rete EUCOS (EUMETNET Composite Observing System).

## Caratteristiche
La stazione meteorologica si trova nell'Italia nord-orientale, in Trentino-Alto Adige, in provincia di Bolzano, nell'omonimo comune, a 1461 metri s.l.m. ed alle coordinate geografiche 46°45′34.58″N 10°32′12.2″E. La stazione ha sostituito, nel 1979, la preesistente stazione di Passo Resia, sita nel comune di Curon Venosta, a 1.521 metri s.l.m. poco più a nord del lago di Resia e alle coordinate geografiche 46°49′54″N 10°30′47″E, conservandone l'indicativo OMM ed ICAO.
Il teleposto di montagna, oltre a svolgere funzioni di assistenza alla navigazione aerea, effettua rilevazioni orarie tra le 0 e le 24 UTC, con osservazioni sullo stato del cielo (nuvolosità in chiaro) e su temperatura, precipitazioni, umidità relativa, pressione atmosferica con valore normalizzato alla superficie standard di 850 Hpa, direzione e velocità del vento.

## Medie climatiche ufficiali

### Dati climatologici 1971-2000
In base alle medie climatiche del periodo 1971-2000, le più recenti in uso, la temperatura media del mese più freddo, gennaio, è di -3,2 °C, mentre quella del mese più caldo, luglio, è di +14,5 °C; mediamente si contano 162 giorni di gelo all'anno e zero giorni con temperatura massima uguale o superiore ai +30 °C. I valori estremi di temperatura registrati nel medesimo trentennio sono i -22,2 °C del gennaio 1985 e i +32,6 °C del luglio 1983.
Le precipitazioni medie annue si attestano a 550 mm, mediamente distribuite in 84 giorni di pioggia, con minimo relativo in inverno, picco massimo in estate e massimo secondario in autunno per gli accumuli.
L'umidità relativa media annua fa registrare il valore di 67,5 % con minimo di 64 % a marzo e massimo di 71 % ad ottobre; mediamente si contano 12 giorni di nebbia all'anno.
Di seguito è riportata la tabella con le medie climatiche e i valori massimi e minimi assoluti registrati nel trantennio 1971-2000 e pubblicati nell'Atlante Climatico d'Italia del Servizio Meteorologico dell'Aeronautica Militare relativo al medesimo trentennio.
| San Valentino alla Muta (1971-2000) | Mesi         | Mesi         | Mesi         | Mesi         | Mesi        | Mesi        | Mesi        | Mesi        | Mesi        | Mesi         | Mesi         | Mesi         | Stagioni | Stagioni | Stagioni | Stagioni | Anno  |
| San Valentino alla Muta (1971-2000) | Gen          | Feb          | Mar          | Apr          | Mag         | Giu         | Lug         | Ago         | Set         | Ott          | Nov          | Dic          | Inv      | Pri      | Est      | Aut      | Anno  |
| ----------------------------------- | ------------ | ------------ | ------------ | ------------ | ----------- | ----------- | ----------- | ----------- | ----------- | ------------ | ------------ | ------------ | -------- | -------- | -------- | -------- | ----- |
| T. max. media (°C)                  | 0,9          | 2,3          | 5,5          | 8,8          | 13,7        | 17,2        | 19,9        | 19,5        | 16,1        | 10,8         | 4,9          | 1,7          | 1,6      | 9,3      | 18,9     | 10,6     | 10,1  |
| T. min. media (°C)                  | −7,2         | −6,9         | −3,7         | −0,6         | 4,0         | 6,8         | 9,1         | 9,1         | 6,3         | 2,3          | −2,5         | −5,6         | −6,6     | −0,1     | 8,3      | 2,0      | 0,9   |
| T. max. assoluta (°C)               | 12,1 (1993)  | 16,4 (1998)  | 20,0 (1989)  | 20,4 (1981)  | 24,2 (1986) | 28,2 (1998) | 32,6 (1983) | 31,0 (1998) | 30,0 (1987) | 23,0 (1986)  | 18,4 (1981)  | 14,2 (1994)  | 16,4     | 24,2     | 32,6     | 30,0     | 32,6  |
| T. min. assoluta (°C)               | −22,2 (1985) | −18,3 (1991) | −20,8 (1971) | −11,8 (1970) | −8,2 (1979) | −0,4 (1975) | 1,0 (2000)  | 1,2 (1979)  | −2,4 (1972) | −11,4 (1974) | −16,1 (1975) | −21,3 (1973) | −22,2    | −20,8    | −0,4     | −16,1    | −22,2 |
| Giorni di calura (Tmax ≥ 30 °C)     | 0            | 0            | 0            | 0            | 0           | 0           | 0           | 0           | 0           | 0            | 0            | 0            | 0        | 0        | 0        | 0        | 0     |
| Giorni di gelo (Tmin ≤ 0 °C)        | 31           | 28           | 25           | 17           | 3           | 0           | 0           | 0           | 1           | 8            | 20           | 29           | 88       | 45       | 0        | 29       | 162   |
| Precipitazioni (mm)                 | 24,8         | 23,6         | 25,0         | 34,3         | 58,0        | 68,2        | 76,6        | 71,7        | 59,7        | 50,0         | 29,4         | 28,9         | 77,3     | 117,3    | 216,5    | 139,1    | 550,2 |
| Giorni di pioggia                   | 5            | 5            | 5            | 6            | 9           | 9           | 10          | 10          | 8           | 7            | 5            | 5            | 15       | 20       | 29       | 20       | 84    |
| Giorni di nebbia                    | 0            | 1            | 1            | 1            | 1           | 1           | 0           | 1           | 1           | 2            | 2            | 1            | 2        | 3        | 2        | 5        | 12    |
| Umidità relativa media (%)          | 67           | 66           | 64           | 65           | 67          | 67          | 66          | 69          | 70          | 71           | 70           | 68           | 67       | 65,3     | 67,3     | 70,3     | 67,5  |

### Dati climatologici 1961-1990
In base alla media trentennale di riferimento (1961-1990) per l'Organizzazione Mondiale della Meteorologia, la temperatura media del mese più freddo, gennaio, si attesta a -4,3 °C; quella del mese più caldo, luglio, è di +13,8 °C; si contano, mediamente, 172 giorno di gelo all'anno. Nel medesimo trentennio, la temperatura minima assoluta ha toccato i -24,0 °C nel febbraio 1970 (media delle minime assolute annue di -18,5 °C), mentre la massima assoluta ha fatto registrare i +32,6 °C nel luglio 1983 (media delle massime assolute annue di +26,6 °C).
La nuvolosità media annua si attesta a 4,3 okta, con minimo di 3,4 okta ad ottobre e massimo di 5,2 okta a maggio.
Le precipitazioni medie annue, attorno ai 600 mm e distribuite mediamente in 93 giorni, con minimo in inverno (sotto forma di neve) e picco in estate (a carattere di temporale).
L'umidità relativa media annua fa registrare il valore di 67,3 % con minimo di 65 % a marzo e massimo di 70 % ad ottobre.
| San Valentino alla Muta (1961-1990) | Mesi         | Mesi         | Mesi         | Mesi         | Mesi         | Mesi        | Mesi        | Mesi        | Mesi        | Mesi         | Mesi         | Mesi         | Stagioni | Stagioni | Stagioni | Stagioni | Anno  |
| San Valentino alla Muta (1961-1990) | Gen          | Feb          | Mar          | Apr          | Mag          | Giu         | Lug         | Ago         | Set         | Ott          | Nov          | Dic          | Inv      | Pri      | Est      | Aut      | Anno  |
| ----------------------------------- | ------------ | ------------ | ------------ | ------------ | ------------ | ----------- | ----------- | ----------- | ----------- | ------------ | ------------ | ------------ | -------- | -------- | -------- | -------- | ----- |
| T. max. media (°C)                  | −0,3         | 0,9          | 4,1          | 8,2          | 13,0         | 16,6        | 19,1        | 18,2        | 15,8        | 10,7         | 4,2          | 0,3          | 0,3      | 8,4      | 18,0     | 10,2     | 9,2   |
| T. min. media (°C)                  | −8,3         | −7,6         | −4,6         | −0,9         | 3,3          | 6,4         | 8,4         | 8,2         | 6,0         | 2,1          | −2,6         | −6,8         | −7,6     | −0,7     | 7,7      | 1,8      | 0,3   |
| T. max. assoluta (°C)               | 11,2 (1989)  | 12,6 (1989)  | 20,0 (1989)  | 20,4 (1981)  | 24,2 (1986)  | 28,0 (1987) | 32,6 (1983) | 28,5 (1980) | 30,0 (1987) | 23,0 (1986)  | 18,4 (1981)  | 13,2 (1987)  | 13,2     | 24,2     | 32,6     | 30,0     | 32,6  |
| T. min. assoluta (°C)               | −23,3 (1963) | −24,0 (1970) | −20,8 (1971) | −11,8 (1970) | −10,2 (1962) | −1,8 (1962) | 2,2 (1970)  | −1,0 (1966) | −3,2 (1964) | −11,4 (1974) | −16,1 (1975) | −21,3 (1973) | −24,0    | −20,8    | −1,8     | −16,1    | −24,0 |
| Giorni di gelo (Tmin ≤ 0 °C)        | 31           | 28           | 27           | 18           | 5            | 1           | 0           | 0           | 1           | 9            | 23           | 29           | 88       | 50       | 1        | 33       | 172   |
| Nuvolosità (okta al giorno)         | 4,0          | 4,3          | 4,3          | 5,0          | 5,2          | 5,0         | 4,5         | 4,5         | 4,1         | 3,4          | 4,0          | 3,6          | 4,0      | 4,8      | 4,7      | 3,8      | 4,3   |
| Precipitazioni (mm)                 | 28,2         | 29,2         | 28,8         | 36,5         | 70,9         | 63,6        | 83,7        | 90,7        | 56,5        | 37,8         | 46,7         | 31,4         | 88,8     | 136,2    | 238,0    | 141,0    | 604,0 |
| Giorni di pioggia                   | 6            | 6            | 6            | 7            | 10           | 10          | 11          | 11          | 8           | 6            | 6            | 6            | 18       | 23       | 32       | 20       | 93    |
| Umidità relativa media (%)          | 66           | 68           | 65           | 66           | 67           | 67          | 66          | 69          | 69          | 70           | 68           | 67           | 67       | 66       | 67,3     | 69       | 67,3  |

## Valori estremi

### Temperature estreme mensili dal 1951 ad oggi
Nella tabella sottostante sono riportate le temperature massime e minime assolute mensili, stagionali ed annuali dal 1951 ad oggi, con il relativo anno in cui si queste si sono registrate. La massima assoluta del periodo esaminato di +32,6 °C risale al luglio 1983, mentre la minima assoluta di -28,2 °C è del febbraio 1956.
| San Valentino alla Muta (1951-2022) | Mesi         | Mesi         | Mesi         | Mesi         | Mesi         | Mesi        | Mesi        | Mesi        | Mesi        | Mesi         | Mesi         | Mesi         | Stagioni | Stagioni | Stagioni | Stagioni | Anno  |
| San Valentino alla Muta (1951-2022) | Gen          | Feb          | Mar          | Apr          | Mag          | Giu         | Lug         | Ago         | Set         | Ott          | Nov          | Dic          | Inv      | Pri      | Est      | Aut      | Anno  |
| ----------------------------------- | ------------ | ------------ | ------------ | ------------ | ------------ | ----------- | ----------- | ----------- | ----------- | ------------ | ------------ | ------------ | -------- | -------- | -------- | -------- | ----- |
| T. max. assoluta (°C)               | 13,4 (2007)  | 16,4 (1998)  | 20,0 (1989)  | 23,4 (2007)  | 26,6 (2025)  | 31,2 (2019) | 32,6 (1983) | 32,2 (2003) | 30,0 (1987) | 23,2 (2011)  | 19,6 (2015)  | 14,2 (1994)  | 16,4     | 26,6     | 32,6     | 30,0     | 32,6  |
| T. min. assoluta (°C)               | −23,3 (1963) | −28,2 (1956) | −22,6 (2005) | −14,0 (2003) | −10,2 (1962) | −2,6 (1953) | 1,0 (1960)  | −1,0 (1966) | −4,2 (1952) | −11,4 (1974) | −19,0 (1952) | −21,3 (1973) | −28,2    | −22,6    | −2,6     | −19,0    | −28,2 |